# پیتر آیورز
پیتر آیورز (انگلیسی: Peter Ivers؛ ۲۰ سپتامبر ۱۹۴۶ – ۳ مارس ۱۹۸۳) موسیقی‌دان، خواننده، ترانه‌پرداز و شخصیت تلویزیونی آمریکایی بود. آیورز موسیقی فیلم کله‌پاک‌کن ساخته دیوید لینچ را نوشت و هم به ترانه‌پردازی و هم آواز قطعه «در بهشت» کمک کرد. او بعدتر در کارش تترانه‌هایی نوشت که توسط دایانا راس و خواهران پوینتر ضبط می‌شدند. در سال ۱۹۸۳ آیورز تحت شراط مرموزی به قتل رسید و این جنایت حل‌نشده باقی می‌ماند.